# Alexandra Nechita
Alexandra Nechita (* 27. srpna 1985 Vaslui) je rumunsko-americko-kubánská malířka a filantropka. Médii a uměleckou komunitou byla přezdívána „drobný Picasso“. Je široce uznávána pro své obrazy a vizi umění.

## Život a vzdělání
Alexandra Nechita se narodila ve Vaslui tři měsíce poté, co její otec Niki utekl z komunistického Rumunska. Ona a její matka Viorica musely čekat dva roky, než se k němu mohly v USA připojit. Rodina se usadila v Kalifornii, kde otec pracoval jako laboratorní technik a matka jako vedoucí kanceláře. Když byly Alexandře dva roky, pracovala s perem a inkoustem, v pěti letech s vodovými barvami. V sedmi letech používala olej a akryl. V osmi letech měla svou první samostatnou výstavu ve veřejné knihovně ve Whittieru, Los Angeles County. V roce 1995, ve věku deseti let, Nechita odjela do Paříže, aby malovala v Mourlot Studios. Ve stejném roce se stala nejmladším umělcem, který podepsal smlouvu s Art Publishers. Když Nechita odmaturovala, věnovala svým učitelům obraz, který namalovala.

## Kariéra
Na začátku roku 1996 měla Nechita již 16 samostatných výstav svých obrazů a „nejméně 1,5 milionu dolarů v prodeji“. Byla hostem v The Oprah Winfrey Show a setkala se s mnoha celebritami, včetně Billa Clintona. Kromě talk show vystoupení hrála v sitcomu pro dospívající Boy Meets World, konkrétně v roce 1998 v epizodě „Lepší než průměrný Cory“. Její talent a vnímané podobnosti s Pablem Picassem vedly k tomu, že je známá jako „Petite Picasso“ (Malý Picasso). Běžně prodávala své obrazy za 100 000 dolarů nebo více. V listopadu 1999 byla Nechita vybrána Světovou federací Organizace spojených národů, aby vedla iniciativu Global Arts Initiative zahrnující více než 100 národů. V roce 2005 Alexandra Nechita představila svůj Památník míru OSN pro Asii v Singapuru. Její umělecká díla jsou prodávána a vystavována na různých místech světa a mezi její sběratele patří Ellen DeGeneres, Alec Baldwin, Oprah Winfrey, Melissa Etheridge, Lee Lacocca, Calvin Klein, Whoopi Goldberg, Little Richard a Paul Stanley z rockové skupiny Kiss. Divadlo na její střední škole, Lutheran High School of Orange County, je pojmenováno po ní. Nechita je ve správní řadě Jeffersonových cen za veřejnou službu.

## Osobní život
Absolvovala UCLA v roce 2008 s titulem v oboru výtvarných umění a v současné době žije v Los Angeles. V lednu 2014 se provdala za dlouholetého přítele Dimitrije Tcharfas a má dceru.

## Média
Nechita poskytla rozhovor Nicole Lapin ze CNN pro sérii Young People Who Rock v listopadu 2007. Objevila se v televizních zprávách a talk show po celém světě, včetně NBC Today Show, Oprah Winfrey Show, NBC Nightly News a CBS Sunday Morning. Získala řadu ocenění a vyznamenání, mezi něž patří Vynikající umělec roku (Lincoln Center for Arts New Your), Nejvíce fascinující žena roku (Lady's Home Journal ve spojení s CBS TV), cena Výjimečný mladý člověk (Ósaka, Japonsko), a Žena roku od amerického Červeného kříže.